# Knut Frænkel

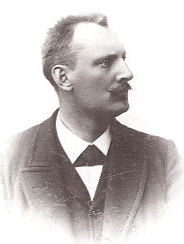
Knut Frænkel

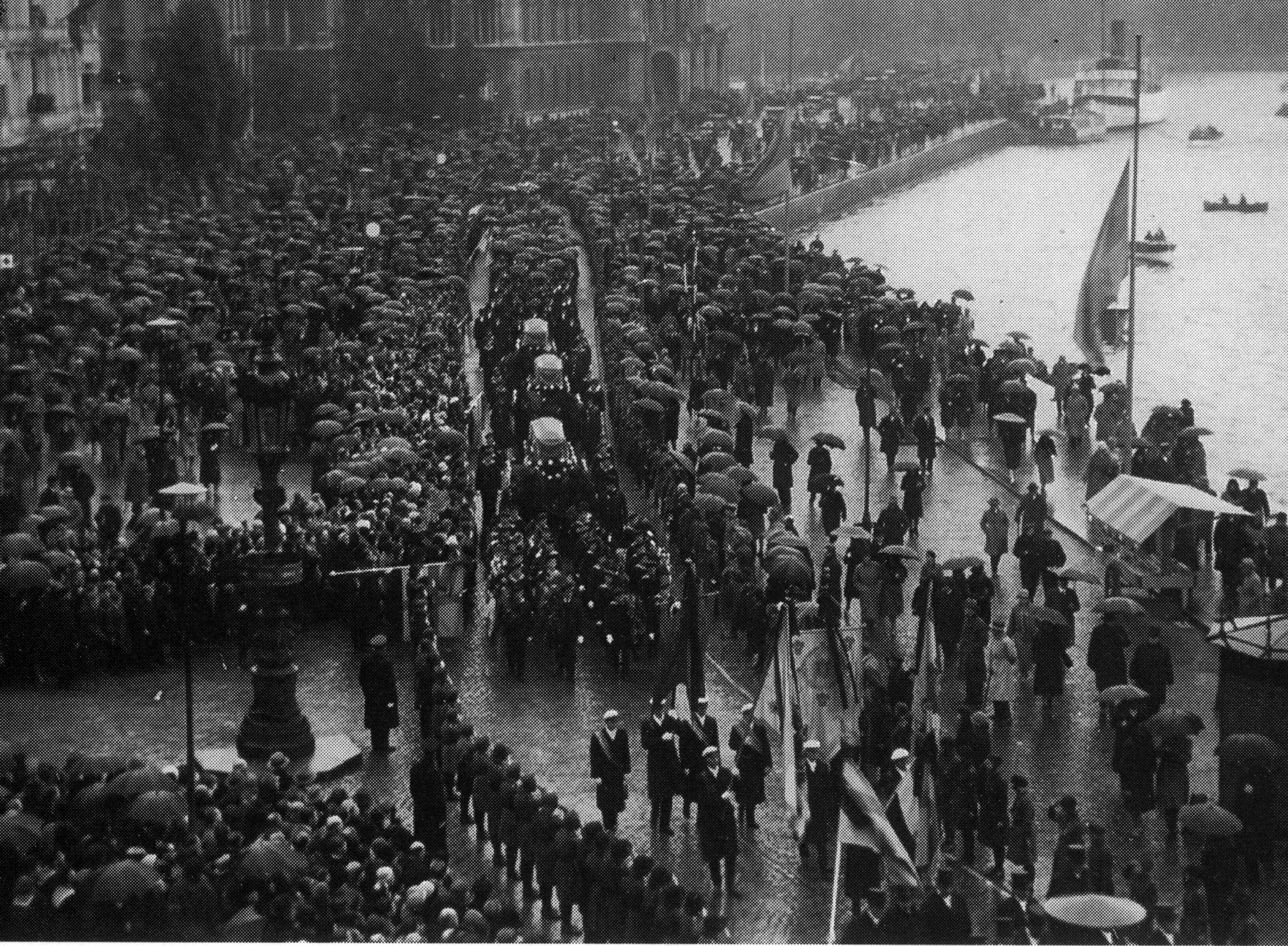
Uroczystości pogrzebowe polarników w październiku 1930 w Sztokholmie

Knut Hjalmar Ferdinand Frænkel (ur. 14 lutego 1870 w Karlstad, zm. w październiku 1897 na wyspie Kvitøya w archipelagu Svalbard) – szwedzki inżynier, badacz polarny, członek tragicznie zakończonej wyprawy balonowej Andréego na biegun północny.